# Ley del mínimo de Liebig
La ley del mínimo de Liebig, a menudo llamada simplemente ley de Liebig o ley del mínimo, es un principio desarrollado en la ciencia agrícola por Carl Sprengel (1828) y  popularizado después por Justus von Liebig. Afirma que el crecimiento no es controlado por el monto total de los recursos disponibles, sino por el recurso más escaso. De esto se deduce que hasta el elemento más insignificante para la vida es en realidad imprescindible para ésta.

## Aplicación
Este concepto se aplicó originalmente al crecimiento de plantas y cultivos, donde se encontró que el aumento en la cantidad del nutriente más abundante no hacía aumentar el crecimiento de las plantas. Sólo mediante el aumento de la cantidad del nutriente limitante (el más escaso) se podía mejorar el crecimiento de una planta o cultivo. Este principio puede resumirse en el aforismo: "la disponibilidad del nutriente más abundante en el suelo es como la disponibilidad del nutriente menos abundante en el suelo."

## Ejemplo

Barril de Liebig

Liebig usó la imagen de un barril, que ahora se llama el barril de Liebig para explicar su ley. Así como la capacidad de un barril con duelas de distinta longitud está limitada por la más corta, el crecimiento de una planta se ve limitado por el nutriente más escaso.

## Aplicaciones científicas
La Ley de Liebig se ha extendido a poblaciones biológicas (y se utiliza comúnmente en modelos de ecosistema). El crecimiento de un organismo (una planta, por ejemplo) puede depender de una serie de factores diferentes: la luz del sol o nutrientes minerales (nitrato o fosfato). La disponibilidad de estos puede variar, de tal manera que en un momento dado unos son más limitantes que otros. La Ley de Liebig dice que el crecimiento sólo se produce en la tasa permitida por el factor más limitante.
En la siguiente ecuación, el crecimiento de la población {\displaystyle O} es una función del mínimo de tres términos de Michaelis-Menten que representan la limitación de los factores {\displaystyle I}, {\displaystyle N} y {\displaystyle P}.
{\displaystyle {\frac {dO}{dt}}=O\left(min\left({\frac {\mu _{I}I}{k_{I}+I}},{\frac {\mu _{N}N}{k_{N}+N}},{\frac {\mu _{P}P}{k_{P}+P}}\right)-m\right)}
El uso de la ecuación se limita a una situación en la que existen condiciones de estado estables y las interacciones de los factores están estrictamente controladas.